# 互補式金屬氧化物半導體

靜態互補式金屬氧化物半導體反相器

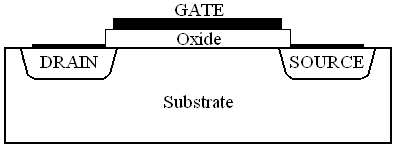
單一CMOS電晶體的剖面結構

互補式金屬氧化物半導體（英語：Complementary Metal-Oxide-Semiconductor，簡稱互補式金氧半導體），是一種積體電路（IC）的設計製程，可以在矽質晶圓模板上製出NMOS（n-type MOSFET）和PMOS（p-type MOSFET）的基本元件，由於NMOS與PMOS在物理特性上為互補性，因此被稱為CMOS。此一般的製程上，可用來製作電腦電器的靜態隨機存取記憶體、微控制器、微處理器與其他數位邏輯電路系統、以及除此之外，經過一些不同的加工處理後，可以實現比較特別的技術特性，使它可以用於光學儀器上，例如互補式金氧半图像传感裝置在一些高級數位相機中變得很常見，反而使得CMOS現在主要是感光元件的代名詞。
互補式金屬氧化物半導體具有只有在電晶體需要切換啟動與關閉時才需消耗能量的優點，因此非常節省電力且發熱量少，且製程上也是最基礎而最常用的半導體元件。早期的唯讀記憶體主要就是以这种電路制作的，由於當時電腦系統的BIOS程序和参数信息都保存在唯讀記憶體（ROM）和靜態隨機存取記憶體（SRAM）中，以致在很多情况下，當人们提到「CMOS」時，实际上指的是電腦系統之中的BIOS單元，而一般的「CMOS设置」就是意指在设定BIOS的內容。

## 簡介
所謂的「金屬-氧化層-半導體」事實上是反映早期場效電晶體的閘極（gate electrode）是由一層金屬覆蓋在一層絕緣體材料（如二氧化矽）所形成，工作時透過電場將通道反轉，形成通路，作為簡單的開關。今日的金屬氧化物半導體場效電晶體（MOSFET）元件多已採用多晶矽作為其閘極的材料，但即使如此，「金氧半」（MOS）仍然被用在現在的元件與製程名稱當中。
在今日，當CMOS被使用來作數位影像器材的感光元件使用，稱主動像素感測器（Active Pixel Sensor），
例如高解析度數位攝影機與數位相機，尤其是片幅規格較大的更常見到CMOS的應用，
另外消費型數位相機及附有照相功能的手機亦開始使用堆疊式主動像素感測器（Stacked CMOS，也有人譯為積層式主動像素感測器或堆棧式主動像素感測器）
或背面照射式主動像素感測器(BSI CMOS)，使成像質量得以提升。
跟傳統的電荷耦合元件(CCD)相比，由於CMOS每粒像素都設有放大器，所以數據傳輸速度很高。
雖然在用途上與過去CMOS電路主要作為韌體或計算工具的用途非常不同，
但基本上它仍然是採取CMOS的製程，只是將純粹邏輯運算的功能轉變成接收外界光線後轉化為電能，再透過晶片上的數位─類比轉換器（ADC）將獲得的影像訊號轉變為數位訊號輸出。
CMOSens：微機電（MEMS）的感應元件和CMOS的訊號處理電路整合在單一晶片。

## 發展歷史
1963年，快捷半導體的Frank Wanlass發明了互補式金屬氧化物半導體電路。到了1968年，美國無線電公司一個由亞伯·梅德溫（Albert Medwin）領導的研究團隊成功研發出第一個互補式金屬氧化物半導體積體電路。早期的CMOS元件雖然功率消耗比常見的電晶體-電晶體邏輯電路要來得低，但是因為操作速度較慢的緣故，所以大多數應用互補式金屬氧化物半導體的場合都和降低功耗、延長電池使用時間有關，例如電子錶。不過經過長期的研究與改良，今日的互補式金屬氧化物半導體元件無論在使用的面積、操作的速度、耗損的功率，以及製造的成本上都比另外一種主流的半導體製程BJT（Bipolar Junction Transistor，雙載子電晶體）要有優勢，很多在BJT無法實現或是實作成本太高的設計，利用互補式金屬氧化物半導體皆可順利的完成。只要有任何開發進入到半導體的製程，往往都可以壓低成本。
早期分離式互補式金屬氧化物半導體邏輯元件只有「4000系列」一種（RCA 'COS/MOS'製程），到了後來的「7400系列」時，很多邏輯晶片已經可以利用互補式金屬氧化物半導體、NMOS，甚至是BiCMOS（雙載子互補式金氧半）製程實現。
早期的互補式金屬氧化物半導體元件和主要的競爭對手BJT相比，很容易受到靜電放電的破壞。而新一代的互補式金屬氧化物半導體晶片多半在輸出入接腳（I/O pin）和電源及接地端具備ESD保護電路，以避免內部電路元件的閘極或是元件中的PN接面被ESD引起的大量電流燒毀。不過大多數晶片製造商仍然會特別警告使用者盡量使用防靜電的措施來避免超過ESD保護電路能處理的能量破壞半導體元件，例如安裝記憶體模組到個人電腦上時，通常會建議使用者配戴防靜電手環之類的設備。
此外，早期的互補式金屬氧化物半導體邏輯元件（如4000系列）的操作範圍可由3伏特至18伏特的直流電壓，所以互補式金屬氧化物半導體元件的閘極使用鋁做為材料。而多年來大多數使用互補式金屬氧化物半導體製造的邏輯晶片也多半在TTL標準規格的5伏特底下操作，直到1990年後，有越來越多低功耗的需求與訊號規格出現，取代了雖然有著較簡單的訊號介面、但是功耗與速度跟不上時代需求的TTL。此外，隨著MOSFET元件的尺寸越做越小，閘極氧化層的厚度越來越薄，所能承受的閘極電壓也越來越低，有些最新的互補式金屬氧化物半導體製程甚至已經出現低於1伏特的操作電壓。這些改變不但讓CMOS晶片更進一步降低功率消耗，也讓元件的性能越來越好。
近代的互補式金屬氧化物半導體閘極多半使用多晶矽製作。和金屬閘極比起來，多晶矽的優點在於對溫度的忍受範圍較大，使得製造過程中，離子佈植（ion implantation）後的退火製程能更加成功。此外，更可以讓在定義閘極區域時使用自我校準（self-align）的方式（不需要額外的光罩可以省下成本），這能讓閘極的面積縮小，進一步降低雜散電容（stray capacitance）。2004年後，又有一些新的研究開始使用金屬閘極，不過大部分的製程還是以多晶矽閘極為主。關於閘極結構的改良，還有很多研究集中在使用不同的閘極氧化層材料來取代二氧化矽，例如使用高介電係數介電材料（high-K dielectric），目的在於降低閘極漏電流（leakage current）。

## 与BIOS的联系和区别

### CMOS与BIOS的关系
BIOS晶片是计算机上另一个重要的存储器，包含電腦開機時用於初始化硬體並載入操作系统的BIOS程式。之所以提到它，是因为CMOS晶片中保存着BIOS程序的設定值。

### 与BIOS的区别
CMOS晶片与BIOS晶片都是存储器。二者区别是，CMOS晶片为随机存储器，而BIOS晶片早期为只读存储器，包含BIOS程式，後來的BIOS晶片採用可擦寫技術，最早的可擦寫BIOS晶片需要用燒錄器更新，後來的BIOS使用EEPROM晶片或Flash ROM晶片且出現了可用軟體（如Award BIOS的AWDFLASH程式）更新BIOS的技術；CMOS晶片中存储的是BIOS設定，而BIOS晶片中存储的是BIOS程序。

## 技術細節
互補式金屬氧化物半導體同時可指互補式金氧半元件及製程。在同樣的功能需求下，互補式金屬氧化物半導體製程所製造的積體電路享有功耗較低的優勢，這也使得今日的積體電路產品大多是以互補式金屬氧化物半導體製造。

## 相互競爭的技术
近年來，利用互補金氧半導體的製程，已能製造實用的主動像素感測器（Active Pixel Sensor）。CMOS是所有矽晶片製作的主流技術，CMOS感光元件不但造價低廉，也能將訊號處理電路整合在同一部裝置上。後一特性有助於濾除背景雜訊，因為CMOS比CCD更容易受雜訊干擾。這部分的困擾現時已漸漸解決，這要歸功於使用個別像素的低階放大器取代用於整片CCD陣列的單一高階放大器。CMOS感光元件跟CCD相比，耗電量較低，數據傳輸亦較快。於高解析度數位攝影機與數位相機，尤其是片幅規格較大的數位單眼相機更常見到CMOS的應用，另外消費型數位相機以及附有照相功能的手機亦開始使用背面照射式CMOS，使成像質量得以提升。CMOS於成像的技術日趨成熟下大幅普及，使CCD的佔有率從2010年代起不斷下降，全球最大的CCD生產商索尼更宣佈於2017年停止生產CCD，但是高級相片掃描器以及軍方器材仍然為CCD所壟斷。

## 延伸阅读
- Baker, R. Jacob. . Wiley-IEEE. 2010: 1174. ISBN 978-0-470-88132-3. http://CMOSedu.com（页面存档备份，存于）
- Weste, Neil H. E.; Harris, David M. . Boston: Pearson/Addison-Wesley. 2010: 840. ISBN 978-0-321-54774-3. http://CMOSVLSI.com/（页面存档备份，存于）
- Veendrick, H. J. M. . Springer. 2017: 770. ISBN 978-3-319-47595-0. http://springer.com/cn/book/9783319475950?referer=springer.com（页面存档备份，存于）
- Mead, Carver A. and Conway, Lynn. . Boston: Addison-Wesley. 1980. ISBN 0-201-04358-0.
- Savard, John J. G. . quadibloc. 2018 [2005]  [2018-07-16]. （原始内容存档于2018-07-02）.

## 外部連結
- CMOS gate description and interactive illustrations
- LASI is a "general purpose" IC layout CAD tool. It is a free download and can be used as a layout tool for CMOS circuits.